# Liste der Kirchengebäude im Dekanat Werdenfels
Diese Liste der Kirchengebäude im Dekanat Werdenfels führt die Gotteshäuser des ehemaligen Dekanats im Erzbistum München und Freising gruppiert nach Pfarreien auf. Außer Schlehdorf (Landkreis Bad Tölz-Wolfratshausen) liegen alle im oberbayerischen Landkreis Garmisch-Partenkirchen. 2024 wurde das Dekanat mit dem Dekanat Rottenbuch zum Dekanat Werdenfels-Rottenbuch zusammengelegt.

## Liste
| Bild | Pfarrkirche                         | Ort                                     | Pfarrverband                            | Nebenkirchen und Kapellen |
| ---- | ----------------------------------- | --------------------------------------- | --------------------------------------- | --- |
|      | Pfarrkirche St. Michael             | Burgrain in Garmisch-Partenkirchen      | Zugspitze                               | — |
|      | Pfarrkirche St. Andreas             | Farchant                                | Partenkirchen-Farchant-Oberau           | Kreuzackerkapelle |
|      | Pfarrkirche St. Martin              | Garmisch in Garmisch-Partenkirchen      | Zugspitze                               | Alte Pfarrkirche St. Martin Kriegergedächtniskapelle Garmisch Kapelle Mariä Heimsuchung in Griesen Kapelle in Hintergraseck Kapelle in Kaltenbrunn Wallfahrtskapelle St. Anton in Sankt Anton                                        |
|      | Pfarrkirche St. Johannes der Täufer | Grainau                                 | Zugspitze                               | Marienkapelle in Hammersbach Josefikapelle in Untergrainau |
|      | Kuratiekirche St. Sebastian         | Krün                                    |                                         | Kapelle in Elmau Kapelle in Klais Kapelle Maria Rast auf den Buckelwiesen |
|      | Pfarrkirche St. Peter und Paul      | Mittenwald                              |                                         | Kriegergedächtniskapelle Friedhofskirche St. Nikolaus |
|      | Pfarrkirche St. Ludwig              | Oberau                                  | Partenkirchen-Farchant-Oberau           | Kapelle St. Georg in Oberau Lourdesgrotte in Oberau |
|      | Pfarrkirche St. Laurentius          | Ohlstadt                                | Heimgarten-Schlehdorf-Ohlstadt-Großweil | Boschet-Kapelle Fieberkirchl Hagrainkapelle Kapelle in Pömetsried Filialkirche St. Georg in Weichs |
|      | Pfarrkirche Maria Himmelfahrt       | Partenkirchen in Garmisch-Partenkirchen | Partenkirchen-Farchant-Oberau           | Kapelle St. Sebastian St. Anna in Wamberg Kapelle der St.-Irmengard-Schulen Kapelle in Vordergraseck Gsteigkapelle Daxkapelle Kapelle St. Josef bei der Esterbergalm Pfeifferalm-Kapelle Kapelle St. Antonius beim Gschwandtnerbauer |
|      | Kuratiekirche St. Jakob             | Wallgau                                 |                                         | Lourdeskapelle |
|      | Pfarrkirche St. Tertulin            | Schlehdorf                              | Heimgarten-Schlehdorf-Ohlstadt-Großweil | Filialkirche Alt-St.-Georg in Großweil Filialkirche Neu-St.-Georg in Großweil Filialkirche St. Martin in Zell Filialkirche St. Andreas in Unterau Friedhofskapelle Heiliges Kreuz Kapelle St. Korbinian in Kleinweil                 |